# Erich Lexer
Erich Lexer (Friburgo in Brisgovia, 22 maggio 1867 – Berlino, 4 dicembre 1937) è stato un chirurgo tedesco.

## Biografia
Studiò medicina presso l'Università di Würzburg, poi collaborò come assistente di Friedrich Sigmund Merkel a Gottinga (1891) e con Ernst von Bergmann a Berlino (dal 1892). Successivamente fu professore di chirurgia presso l'Università Albertina di Königsberg (1905-1910), l'Università di Jena (1910-1919) e presso l'Università di Friburgo (1919-1928). Nel 1928 succedette a Ferdinand Sauerbruch presso la clinica universitaria di Monaco (1928-1936).
Ricordato per la sua introduzione di tecniche chirurgiche associate alla chirurgia plastica e cosmetica. Conosciuto anche per la sua ricerca sulla chirurgia contro  l'invecchiamento nella parte superiore del viso. Nel 1921 fece la mastoplastica, una procedura che in seguito divenne popolare negli anni '50. Lexer fu anche accreditato come il primo medico a sostenere la mastectomia sottocutanea per il trattamento della malattia fibrocistica del seno.

## Opere
- Die Ätiologie und Die Mikro-organismen Der Akuten Osteomyelitis, 1897.
- Untersuchungen über Knochenarterien, 1904.
- Die freien Transplantationen, 1924.
- Die gesamte Wiederherstellungschirurgie, 1931.[4]